# В'юркові
В'юрко́ві (Fringillidae) — родина птахів ряду горобцеподібних. Сюди, крім інших видів, відносяться звичні для української фауни чижі, зяблики, щиглики, щедрики, снігурі, костогризи тощо.

## Морфологічні ознаки
Довжина тіла від 8 до 25 см, маса від 7 до 100 г. У забарвленні переважають досить яскраві кольори — жовтий, зелений, червоний тощо.  Самці яскравіші за самиць, молоді птахи подібні до самиць. Голова велика, шия коротка. Дзьоб міцний, конічний. Ноги помірної довжини, з невеликими вигнутими кігтями. Оперення щільне, ніздрі прикриті ниткоподібним пір'ям. Крила заокруглені або загострені, мають 9 першорядних махових (пера кисті прикривають вкорочене перше перо), середньої довжини хвіст зазвичай прямий, стернових пер дванадцять. Дорослі линяють повністю один раз на рік, після сезону розмноження; навесні шлюбне вбрання з'являється в результаті зношування пір'я, у небагатьох видів — завдяки частковому передшлюбному линянню.

## Поширення
Трапляються в Палеарктиці, Америці, Африці, деякі локально в Індо-Малайській області; відсутні в Австралії, Новій Зеландії та на Мадагаскарі; інтродуковані на океанічних островах та в Новій Зеландії.

## Місця існування і спосіб життя
Населяють ліси, степи, скелясті місцевості, напівпустелі, болота та береги водойм, кам'янисті схили. Добре літають, швидко пересуваються по землі, у кронах дерев та кущів. У позагніздовий період провадять денний спосіб життя, переважно поодинокий або зграйний. Серед в'юркових є як перелітні, так і осілі види.

## Розмноження
Гніздяться окремими парами або розсіяними групами. Голос самців більшості видів мелодійний. Спів служить для того, щоб приваблювати самиць і охороняти гніздову територію. Гнізда у вигляді чаші споруджені з сухої трави, лотки вистелені пір'ям, шерстю і мохом. Гнізда розміщені в розвилках кущів та дерев, у розколинах скель, під камінням, на землі, на міцних трав'янистих рослинах. У більшості видів мостять гнізда і насиджують яйця самиці з незначною участю самців. Пташенят вигодовують або тільки самиці, або самиці з самцями. У кладці 2—4 (в тропіках) або 6—7 (у помірних широтах) яєць з рисками та плямами. Насиджування триває 10-18 днів, молоді птахи залишають гніздо на 10—20-й день, статевої зрілості досягають наступного літа. У помірних широтах переважно дві кладки за рік, у тропіках — три—чотири.

## Живлення та значення в житті людини
Пташенят вигодовують павуками та комахами, а також насінням, що достигає. Живляться насінням, дрібними плодами, бруньками, а також безхребетними. Птахи багатьох видів охоче поїдають культурні злаки, завдаючи шкоду зерновому господарству, пошкоджують бруньки плодових дерев. Корисні тим, що знищують комах і насіння бур'янів, особливо у період розмноження.
Любителі утримують в домашніх умовах птахів багатьох видів в'юркових. Представники деяких видів розмножуються в неволі.

## Систематика
Родина Fringillidae містить 235 видів, поділених на 50 родів і три підродини.
Підродина Fringillinae
- В'юрок (Fringilla) – 8 видів;

Підродина Carduelinae
- Коструба (Mycerobas) – 4 види;
- Костогриз (Coccothraustes) – 3 види;
- Костар (Eophona) – 2 види;
- Смеречник (Pinicola) – 1 вид;
- Снігур (Pyrrhula) – 8 видів;
- Чечевичник (Rhodopechys) – 2 види;
- Снігар (Bucanetes) – 2 види;
- Китайська чечевиця (Agraphospiza) – 1 вид;
- Гімалайська армілка (Callacanthis) – 1 вид;
- Золотоголовий кіпаль (Pyrrhoplectes) – 1 вид;
- Тонкодзьоба чечевиця (Procarduelis) – 1 вид;
- Катуньчик (Leucosticte) – 6 видів;
- Чечевиця (Carpodacus) – 28 видів;
- Гавайські квіткарки (триба Drepanidini):
  - Поулі (Melamprosops) – 1 вид;
  - Алауагіо (Paroreomyza) – 3 види;
  - Акікікі (Oreomystis) – 1 вид;
  - Гавайниця (Telespiza) – 4 види;
  - Паліла (Loxioides) – 2 види;
  - Коа (Rhodacanthis) – 2 види;
  - Кона (Chloridops) – 1 вид;
  - Оу (Psittirostra) – 1 вид;
  - Ланайська гавайниця (Dysmorodrepanis) – 1 вид;
  - Іві (Drepanis) – 3 види;
  - Улаїгаване (Ciridops) – один нещодавно вимерлий вид і 3 доісторичних види;
  - Акогекоге (Palmeria) – 1 вид;
  - Апапане (Himatione) – 2 види;
  - Великий амакиги (Viridonia) – 1 вимерлий вид;
  - Акіалоа (Akialoa) – 4  недавно вимерлих види та 2 доісторичних види;
  - Нукупу (Hemignathus) – 4 види, з яких зберігся лише один;
  - Псевдокеа (Pseudonestor) – 1 вид;
  - Малий амакиги (Magumma) – 1 вид;
  - Акепа (Loxops) – 5 видів, з яких один вимер;
  - Амакиги (Chlorodrepanis) – 3 види;
- Американська чечевиця (Haemorhous) – 3 види;
- Зеленяк (Chloris) – 6 видів;
- Блідий снігар (Rhodospiza) – 1 вид;
- Армілка (Rhynchostruthus) – 3 види;
- Івуд (Linurgus) – 1 вид;
- Crithagra – 37 видів;
- Linaria – 4 види;
- Чечітка  (Acanthis) – 3 види;
- Шишкар (Loxia) – 6 видів;
- Chrysocorythus – 2 види;
- Щиглик (Carduelis) – 3 види;
- Щедрик (Serinus) – 8 видів;
- Чиж (Spinus) – 20 видів;

Підродина Euphoniinae
- Гутурама (Euphonia) – 27 видів;
- Органіст (Chlorophonia) – 5 видів.

## Галерея

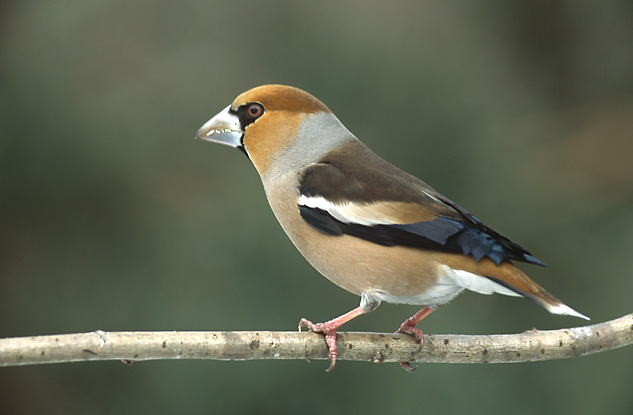
Костогриз
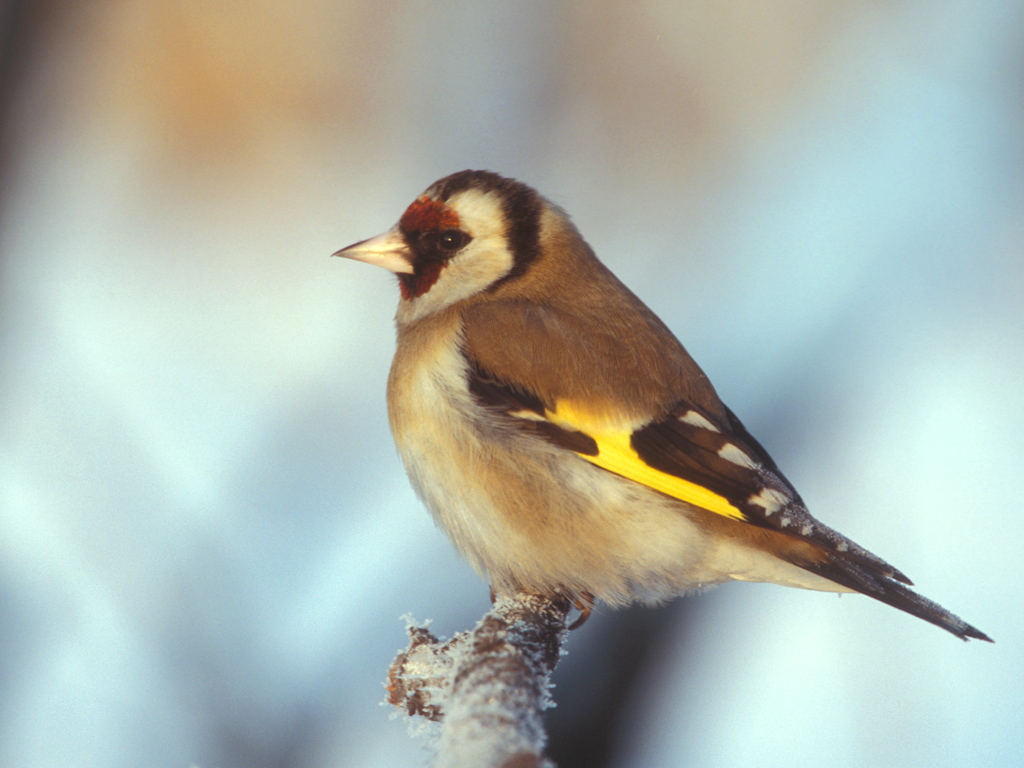
Щиглик
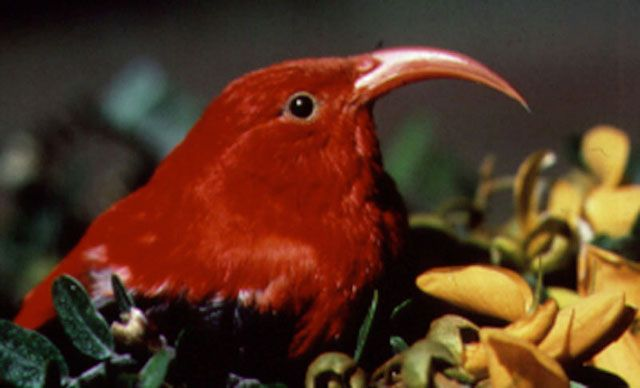
Гавайська квіткарка Vestiaria coccinea
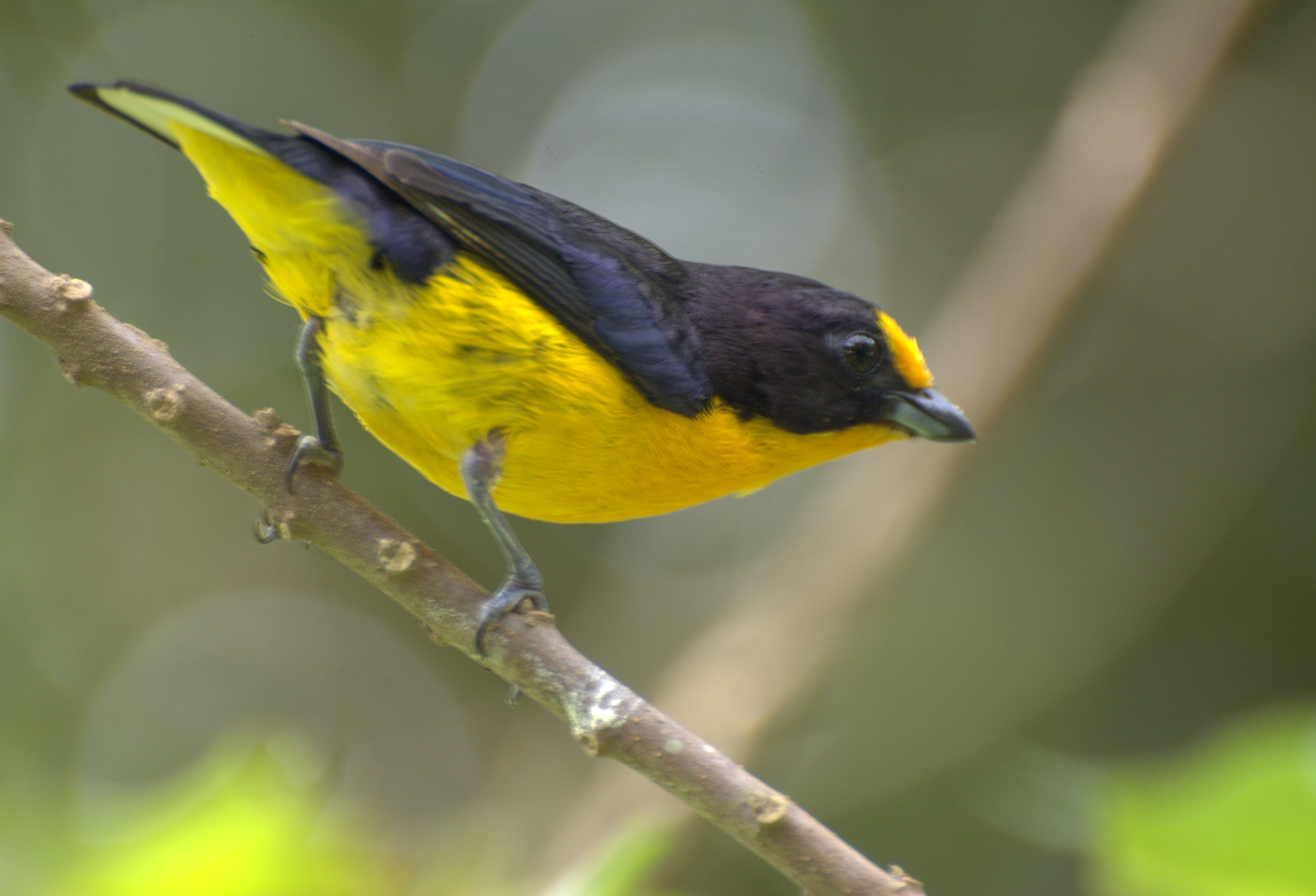
Самець Euphonia violacea